# Richard Wawro
Richard Wawro (Newport-on-Tay, 14 april 1952 – Edinburgh, 22 februari 2006) was een Schotse kunstenaar die het savantsyndroom had.
Wawro was de zoon van een Poolse vader en een Schotse moeder. Op zijn derde jaar werd een verstandelijke beperking bij hem geconstateerd. Later bleek hij ook autisme te hebben (wat in die tijd nog geen bekende diagnose was). Zijn ontwikkeling verliep traag. Hij kon bijvoorbeeld pas op zijn elfde spreken. Toen hij zes was, kreeg hij kanker, maar hij genas hiervan. Hij onderging ook een operatie om grijze staar te verhelpen, die tot blindheid had kunnen leiden.
Reeds op driejarige leeftijd begon Wawro te tekenen met krijtjes en toen al viel de bijzondere kwaliteit op, zeker gezien zijn beperking. Toen hij zes was, begon hij op school (waarop hij met moeite was toegelaten) te tekenen met waskrijt. Zijn werk raakte snel bekend en gewaardeerd en reeds op zeventienjarige leeftijd volgde zijn eerste tentoonstelling in Edinburgh. Een latere tentoonstelling in Londen werd geopend door de toenmalige minister van Cultuur, Margaret Thatcher. Zij bezat enkele van zijn werken en ook paus Johannes Paulus II bezat enkele originele Wawro's.
Zijn inspiratiebron werd gevormd door plaatjes die hij in geïllustreerde boeken zag. Vaak wist hij zijn ouders en verzorgers ertoe te bewegen hem mee te nemen naar een boekhandel, waar hij allerlei plaatjes bekeek. Al deze afbeeldingen werden in zijn geheugen opgeslagen en later, soms zelfs jaren later, zeer gedetailleerd in waskrijt gereproduceerd. Wawro specialiseerde zich vooral in landschappen en zeegezichten. Hoewel hij afbeeldingen uit het geheugen natekende, wist hij er een persoonlijk getint werk van te maken. Als hij een tekening had voltooid, bracht hij deze altijd naar zijn vader om goedkeuring te vragen, die hij ook altijd kreeg.
Wawro kon zich niet alleen al zijn tekeningen herinneren (en dat waren er duizenden), maar ook waar en wanneer hij ze had gemaakt. Verder had hij een zeer goed geheugen voor muziek. Als hij de beginmaten van een popliedje hoorde, kon hij meestal direct aangeven wie de artiest was en wanneer de plaat was uitgebracht.
In 2006 overleed Wawro aan longkanker.